# Juan Manuel Sánchez de Castro
Juan Manuel Sánchez de Castro (Valladolid, 18 de abril de 1965) es un deportista español que compitió en piragüismo en la modalidad de aguas tranquilas. Ganó tres medallas en el Campeonato Mundial de Piragüismo, en los años 1991 y 1993.
Participó en cuatro Juegos Olímpicos de Verano, entre 1984 y 1996; su mejor actuación fue un cuarto puesto logrado en Barcelona 1992, en la prueba de K2 500 m.

## Palmarés internacional
| Campeonato Mundial | Campeonato Mundial     | Campeonato Mundial | Campeonato Mundial |
| Año                | Lugar                  | Medalla            | Competición        |
| ------------------ | ---------------------- | ------------------ | ------------------ |
| 1991               | París (Francia)        | Medalla de oro     | K2 500 m           |
| 1991               | París (Francia)        | Medalla de plata   | K2 1000 m          |
| 1993               | Copenhague (Dinamarca) | Medalla de bronce  | K2 500 m           |

## Premios, reconocimientos y distinciones
- Medalla de Plata de la Real Orden del Mérito Deportivo, otorgada por el Consejo Superior de Deportes (1994)[3]